# 総社市立昭和中学校
総社市立昭和中学校（そうじゃしりつ しょうわちゅうがっこう）は、岡山県総社市にある公立中学校。

## 沿革
- 1947年(昭和22年) - 吉備郡日美村、水内村、富山村、下倉村四ヶ村組合立昭和中学校設立
- 1952年(昭和27年) - 昭和町立昭和中学校に改称
- 1972年(昭和47年) - 総社市立昭和中学校に改称

## 部活動
- ソフトテニス部
- バレーボール部
- バスケットボール部
- 吹奏楽部

## 通学区域が隣接している学校
- 総社市立総社西中学校
- 総社市立総社中学校
- 矢掛町立矢掛中学校
- 井原市立美星中学校
- 高梁市立高梁中学校
- 吉備中央町立加賀中学校